# Gewerkverein der Heimarbeiterinnen

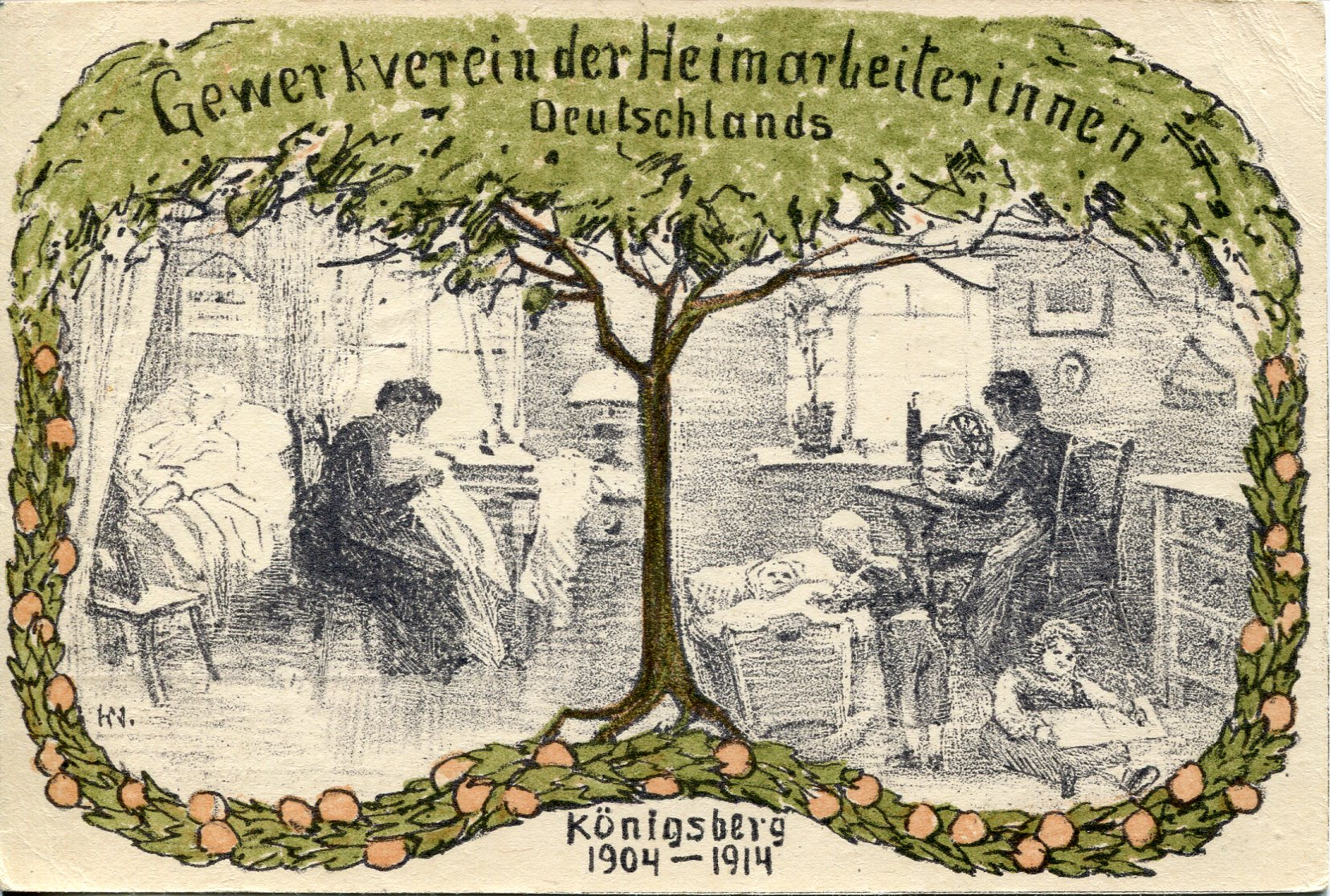
Steinzeichnung in Postkartenformat von Helene Neumann, Vorsitzende des Vereins

Der Gewerkverein der Heimarbeiterinnen bestand von 1904 bis 1914 in Königsberg (Preußen), heute Kaliningrad-Kaliningrad Oblast. Vorsitzende und Schriftführerin war Helene Neumann (1874–1942). Als Organ fungierte das von Margarete Behm und Clara Gräfin von Bernsorff ins Leben gerufene Organ „Die Heimarbeiterin“. Der Königsberger Verein setzte 1906 den ersten Tarifabschluss (Tarifvertrag) zwischen der Schirmindustrie und den Heimarbeiterinnen in Deutschland durch.

## Vorgeschichte
Um die Jahrhundertwende hatte sich in Berlin eine Spaltung der Frauenbewegung in radikale und gemäßigte Vereine herauskristallisiert. Darunter war der Berliner Verein Frauenwohl und ein Allgemeiner deutscher Frauenverein (ADF) mit Helene Lange (1848–1930) im Vorstand. Im „bürgerlich-konservativen“ Königsberg und Umgebung setzte sich der pragmatische Königsberger Verein Frauenwohl (gegr. 1890) unter Pauline Bohn und für die Landwirtschaft der „Landwirtschaftliche Hausfrauenverein“ (gegr. 1898) unter der Leitung von Elisabet Boehm durch.

## Vereinsarbeit

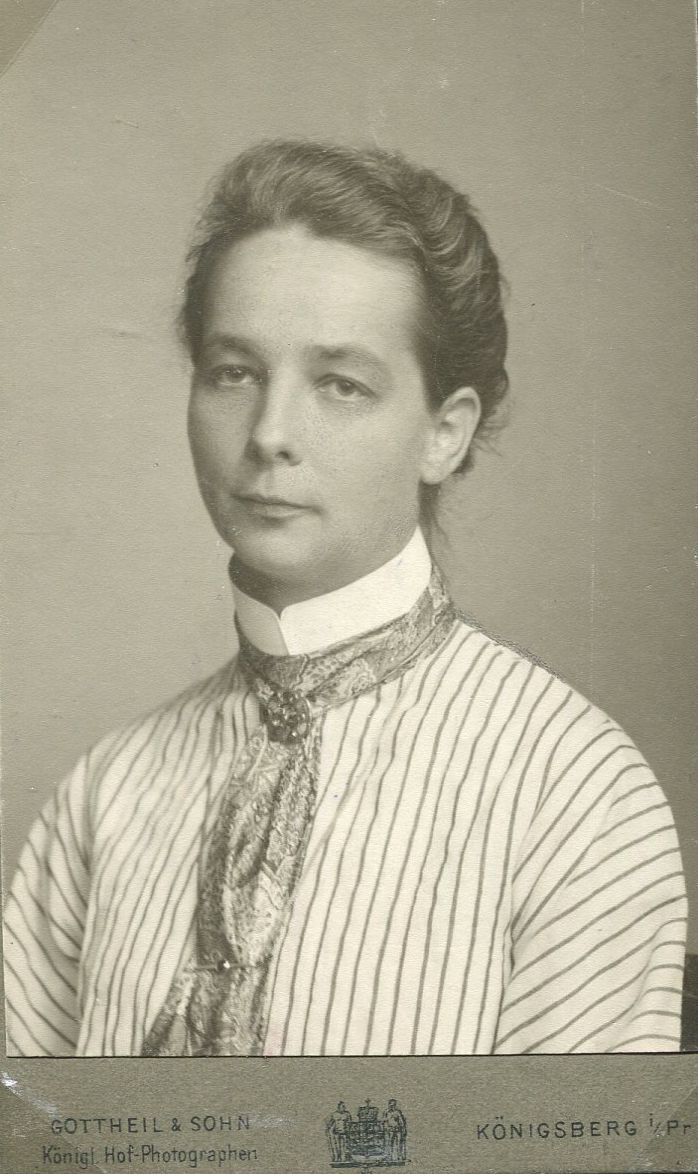
Die Vorsitzende des Vereins und Künstlerin Helene Neumann

Helene Neumann (1874–1942) gründete 1904 zunächst an ihrem Wohnsitz in Rauschen (Samland), heute Svetlogorsk, Kaliningrad Oblast, den „Gewerkverein der Heimarbeiterinnen Deutschlands“ als regionalen Ableger des wohl zwei Jahre zuvor von Margarete Behm (1860–1929) in Berlin gegründeten Vereins. Wie bei Christliche Gewerkschaft angegeben, wird allgemein in der Literatur der Name des Vereins ohne den Zusatz „Deutschland“ aufgeführt. Noch 1904 oder Anfang 1905 folgte die offizielle Verlegung des Vereins nach Königsberg. Die Ursache der Gründung war, die im Zeitalter der Industrialisierung zur Heimarbeit gezwungenen Frauen im Hinblick auf Arbeitszeiten und Bezahlung der Handarbeit zu unterstützen, um neben der Erziehung der Kinder ihre Existenz zu sichern.

### Organ: Die Heimarbeiterin 1902–1933
Das Organ für die überregionalen Vereine war die von Margarete Behm, unter Mithilfe von Clara Gräfin von Bernsdorff, in Berlin herausgegebene Gewerkschaftszeitung „Die Heimarbeiterin“ (1902–1933). Anfangs lautete der Untertitel dieses Organs: Ein „Organ des Gewerkvereins der Heimarbeiterinnen Deutschlands für Kleider und Wäschekonfektion und verwandte Berufe“. Nach wenigen Jahren änderte sich der Untertitel in „Organ der christlichen Heimarbeiterinnenbewegung“. Der Königsberger Verein beteiligte sich an der Herausgabe der Zeitschrift vermittels eigener Beiträge.

### Erster Tarifabschluss für Heimarbeiterinnen in Deutschland
Der Gewerkverein der Heimarbeiterinnen Deutschlands in Königsberg übernahm schließlich mit seinen Aktivitäten eine wichtige Rolle gegenüber dem Berlin-Zehlendorfer Vorgänger. Dies zeigte sich darin, dass über den Verein mit der Schirmindustrie erste tarifliche Lohnzahlungen für die Heimarbeiterinnen ausgehandelt wurden.
„Mit viel größerer Freude und Genugtuung blicken wir auf die Tarifverträge, die in der zweiten Hälfte des Mai 1906 durch Vermittlung unserer Organisation in der Königsberger Schirmindustrie zustandegekommen sind.“
Aus einer öffentlichen Mitgliederversammlung des Gewerkvereins verlautet im Juni 1906:

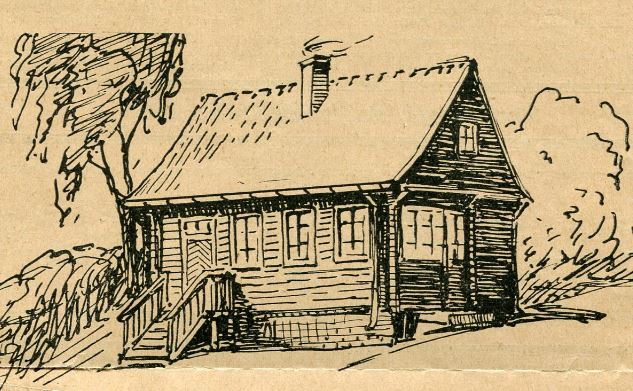
Das erste bescheidene Erholungsheim für Heimarbeiterinnen 1908 in Sassau, bei Königsberg

Helene Neumann und die zugereiste Margarete Behm aus Berlin „legten ausführlich dar, wie die Tarifabschlüsse zustandegekommen seien und welche Vorteile sie den Heimarbeiterinnen bieten und wiesen all die Angriffe durch die Macht der Tatsache zurück. Ein Redakteur der Königsberger Volkszeitung und der Vorsitzende des Schirmarbeitgeberverbandes, – die Gegner waren als Gäste zu unserer Mitgliederversammlung zugelassen – versuchten vergeblich, das Gegenteil zu beweisen.“
20 Jahre später schrieb Olga Friedemann: „Hier in Königsberg wurde der erste Tarif durchgesetzt, der in der deutschen Heimarbeit überhaupt je abgeschlossen worden ist. Dem Werk ihrer alten Freundin Margarete Behm ist Helene Neumann treu geblieben, bis dasselbe vom neuen Deutschland aufgelöst und in den Deutschen Heimarbeiter- und Hausgehilfen-Verband übernommen wurde.“
Das Zitat gilt generell für fast alle seinerzeit in Deutschland vorhandenen Heimarbeiterinnen-Vereine. Der Königsberger Verein (ab 1905) ist eine Ausnahme: Als Helene Neumann 1914 mit Olga Friedemann den Königsberger Hausfrauenverbund gründete und unmittelbar danach der Erste Weltkrieg ausbrach, wurde die Arbeit im Gewerkverein der Heimarbeiterinnen vom Königsberger Hausfrauenbund übernommen, so dass dieser Gewerkverein offiziell nur von 1904 bis 1914 bestand, seine Aufgaben jedoch unverändert weitergeführt wurden unter der Regie von Helene Neumann im Königsberger Hausfrauenbund.
Gleichzeitig mit der Übernahme des Vereins in den Königsberger Hausfrauenbund wurde auch das Helene Neumann-Erholungsheim in Sassau (Ostpreußen) übernommen, das um 1905 von Helene Neumanns Vater, dem Pathologen Ernst Christian Neumann, über eine Helene Neumann-Stiftung errichtet worden war.